# آن كوري
آن كوري (بالإنجليزية: Ann Curry)‏ وهي صحفية وإعلامية و مصورة صحفية أمريكية ولدت في يوم 19 نوفمبر 1956 في غوام في الولايات المتحدة، تعمل حالياً في قناة إن بي سي وفي 13 يناير 2015 تركت العمل مع قناة إن بي سي.

## روابط خارجية
- آن كوري على موقع IMDb (الإنجليزية)
- آن كوري على موقع إن إن دي بي (الإنجليزية)
- آن كوري على موقع قاعدة بيانات الفيلم (الإنجليزية)